# Convenționalism
Convenționalismul este credința, opinia, procedura, sau atitudinea care consideră drept adevărate acele uzanțe și obiceiuri, principii, valori sau norme care guvernează comportamentul social sau personal, avându-se înțeles faptul că aceste uzanțe sunt bazate pe acorduri implicite sau explicite, mai degrabă ale unui grup social, decât uzanțe ale realității externe.
Putem ajunge să aplicăm conceptul acesta pe diferite domenii ale cunoașterii, de la regulile de gramatică, până la logică, etică, drept, știință, morală, filosofie, etc. 
La rândul său, convenționalismul etic se află în relație (interrelaționează), cu relativismul moral și se opune universalismului.

## În filosofie
În lingvistică, convenționalismul reprezintă un curent (un flux) de-al filosofiei limbajului, curent inter-relaționat cu vârsta (cu etatea) cuvintelor. În termeni ai lingvisticii, convenționalismul apără independența componentei semnificant de componenta semnificație (sens) și de caracterul său arbitrar. În cadrul structuralismului, lingvistica modernă este considerată drept convenționalistă, din perspectiva lui Ferdinand de Saussure.
În fapt, se face vorbire de convenționaliști pentru a face referire la gramaticieni greci care au susținut că limbile și-ar putea avea originea ca urmare al unui act de convenție între oameni. Această perspectivă este în contrast cu naturalismul, care susține că nu există nici o legătură necesară între cuvânt, gând și realitate.

## Vezi și
- Convențiuni sociale
- Nominalism
- Particularism
- Ordinea operațiilor